# جيمي يونغ
جيمي يونغ (بالإنجليزية: Jamie Young)‏ (25 أغسطس 1985 ببريزبان في أستراليا - ) هو لاعب كرة قدم أسترالي في مركز حراسة المرمى. شارك مع منتخب إنجلترا تحت 18 سنة لكرة القدم ومنتخب إنجلترا تحت 19 سنة لكرة القدم ومنتخب إنجلترا تحت 20 سنة لكرة القدم. أما مع النوادي، فقد لعب مع روشدين ودايموندز ونادي بريزبان رور ونادي ريدنغ وهايز وييدينغ يونايتد ‏ وBasingstoke Town F.C. ‏ ونادي ألدرشوت تاون وويكمب وندررز ونادي وايتهوك.

## وصلات خارجية
- جيمي يونغ على موقع قاعدة بيانات كرة القدم.إي يو (الإنجليزية)
- جيمي يونغ على موقع Soccerbase.com (لاعب) (الإنجليزية)
- جيمي يونغ على موقع Soccerway.com (الإنجليزية)
- جيمي يونغ على موقع عالم كرة القدم.نت (الإنجليزية)